# Összefogás a Toleranciáért Alapítvány
Az Összefogás a Toleranciáért Alapítvány egy magyarországi alapítvány, melyet 2010-ben jegyeztek be. Alapítója Rási Zoltán Zsolt művésznevén Amanda Elstak, aki a megbízatását 2020. december 31-ig tölti be.[forrás?]

## Az alapítvány tisztségviselői
- Amanda Elstak  alapítványi elnök
- Győry Mária    alapítványi alelnök , kuratóriumi tag
- Major Gabriella    kuratóriumi tag
- Dr. Papp Tímea     kuratóriumi tag
- Batu Andrea        kuratóriumi tag

## Az Alapítvány tartós közérdekű céljai
- A roma kisebbséget támogató oktatások szervezése, munkahelyteremtés elősegítése
- Esélyegyenlőség teremtése a roma kisebbség részére
- AIDS felvilágosítás, prevenció nyújtása az arra rászorulóknak
- Prostituáltak érdekvédelmének biztosítása, valamint tájékoztatás nyújtás a nemi betegségek megelőzése céljából
- A másság, ezen belül a transzneműek, leszbikusok, biszexuálisok elfogadtatása
- Transzneműek segítése, támogatása, oktatás, munkahelyteremtés
- Előadások szervezése
- Jótékonysági estek, gálák, díjátadók, rendezvények, koncertek, fesztiválok szervezése, lebonyolítása

Az Alapítvány tartós közérdekű célját az alábbi konkrét tevékenységekkel valósítja meg:
Előadások szervezése oktatási céllal, jótékonysági estek, gálák, díjátadók, rendezvények, koncertek, fesztiválok szervezése, lebonyolítása.

## Az Alapítvány jellege, közhasznú jogállása
Az Alapítvány a bírósági nyilvántartásba vételt és a közhasznú jogállás megszerzését követően az 1997. évi CLVI. törvény 26. §-ának c.) pontjában felsorolt alábbi közhasznú tevékenységeket végzi:
- egészségmegőrzés, betegségmegelőzés, gyógyító-, egészségügyi rehabilitációs tevékenység,
- nevelés és oktatás, képességfejlesztés, ismeretterjesztés,
- hátrányos helyzetű csoportok társadalmi esélyegyenlőségének elősegítése,
- a magyarországi nemzeti és etnikai kisebbségekkel, valamint a határon túli magyarsággal kapcsolatos tevékenység.

## Tevékenysége
- Magyar Tolerancia Díj
- Magyar Jótékonysági Díj
- Magyar Aids Gála